# Золотая Орда (телесериал)
«Золотая Орда» — российский псевдоисторический телесериал 2018 года.
Несмотря на то, что создатели телесериала заявили, что «не ставили перед собой задачи реконструкции исторических событий», а все события и персонажи являются плодом фантазии, часть персонажей сериала имеют явные реальные исторические прототипы, а общий сюжет картины разворачивается в XIII веке на фоне ига Золотой Орды над Русью.

## Создание и концепция
Сценарий написала Ольга Ларионова, ранее работавшая над сериалами «Старшая жена» и «Гречанка», на написание ушло два с половиной года. По словам авторов сериала, планировалось создать «микс» таких популярных зарубежных сериалов, как «Игра престолов» и «Великолепный век». Жанр телесериала, по словам создателей, ближе к историческому фэнтези.
Создатели намеренно отошли от исторических фактов и реальных исторических персоналий. Так, креативный продюсер сериала Екатерина Денисевич заявила:
Один из наших главных героев — великий князь Владимирский Ярослав — не имеет конкретного исторического прототипа. Он не отец и не брат Александра Невского, которых тоже звали Ярославами, — это собирательный образ, вымышленный герой. Мы не реставрируем исторический период, не претендуем и не ставим своей целью полное соответствие исторической действительности.
Съемки длились 135 дней и проходили в Москве и Подмосковье, а также в Крыму. Для сериала были выстроены декорации средневекового Владимира и княжеского терема совокупной площадью 5000 м². Были использованы около двух тысяч исторических костюмов.

## Сюжет
Русь, XIII век. Во Владимир к князю Ярославу прибывает посланник от Золотой Орды — Менгу-Тимур, сподвижник и родственник хана Берке. Он приехал собрать на Руси сорок тысяч воинов, чтобы угнать их в Орду для войны против иранского ильхана Хулагу в дальнейшем, однако соглашается удовольствоваться десятью тысячами, если Ярослав согласится «подарить» ему Устинью, жену своего брата Бориса. Князь принимает такой обмен, монголы увозят Устинью, а с ней десять тысяч русичей, среди которых под видом мужчины скрывается молодая женщина по имени Настасья, которая хочет найти своего мужа, угнанного в Орду. В обмен на дар князя Менгу-Темир дарит ему монгольских девушек, одна из которых, Наргиз, пробуждает в князе противоречивые чувства. Однако у Наргиз появляется серьезная соперница — жена князя Ярослава Радмила, заключившая союз с митрополитом Филаретом, да и сама монгольская девушка стала объектом страсти воеводы Еремея.
В Орде в это время идет строительство новой столицы, а немолодой и чувствующий приближение смерти хан Берке — брат Бату-хана женится на молодой девушке Айжан, которая не желает становиться его женой. Остальные жены хана плетут интриги друг против друга и новой жены, стремясь сохранить любовь жестокого хана и свое положение.

## В ролях
- Александр Устюгов — Великий князь Владимирский Ярослав Александрович
- Рамиль Сабитов — хан Золотой Орды Берке
- Юлия Пересильд — княгиня Устинья
- Светлана Колпакова — княгиня Радмила
- Сабина Ахмедова — Кехар
- Санжар Мадиев — хан Менгу-Тимур
- Турар Мураталиев — темник Ногай
- Сайдо Курбанов — ильхан Персии Хулагу
- Сергей Пускепалис — воевода Еремей
- Артур Иванов — князь Суздальский Борис
- Генри Давид — князь Тверской Фёдор
- Владимир Верёвочкин — князь Новгородский Владимир Ярославич
- Дина Тасбулатова — Айжан
- Василий Бочкарёв — митрополит Филарет
- Аружан Джазильбекова — Наргиз
- Еркебулан Дайыров — Мусаб
- Карина Андоленко — Настасья
- Евгения Дмитриева — Матрёна
- Борис Каморзин — Семёныч
- Юрий Тарасов — Гришка-скоморох

## Реакция
Премьера телесериала широко освещалась в федеральных СМИ, в частности, сериал рекламировал в своем шоу телеведущий Иван Ургант. Историк Клим Жуков и актёр Иван Диденко записали видеоролик, посвященный разбору фильма, в котором негативно отозвались об исторической, а также художественно-технической составляющей сериала, а также сочли дисклеймер создателей сериала об отсутствии претензий на достоверность «наивным» и не заслуживающим внимания.